# مقاومة كيميائية
المقاومة الكيميائية تعبير يقصد به قياس مدى مقدرة سطوح المواد على مقاومة أثر المواد الكيميائية عند التعرض لفترة زمنية محددة.
يتم الفحص مجهرياً لملاحظة التغيرات الممكنة مثل
- تغير اللون
- التغير في درجة اللمعان
- الطراوة
- الانتفاخ
- زوال الطبقة السطحية

يجرى هذا الاختبار عادة للمواد البلاستيكية والزجاج والدهانات وغيرها.

## اقرأ أيضاً
- مقاومة